# Brebel
Brebel (tiếng Đan Mạch: Bredbøl) là một đô thị thuộc huyện Schleswig-Flensburg, bang Schleswig-Holstein, Đức.